# Liste der Bodendenkmale in Nebelschütz
In der Liste der Bodendenkmale in Nebelschütz sind die Bodendenkmale der Gemeinde Nebelschütz und ihrer Ortsteile nach dem Stand der Auflistung von Harald Quietzsch und Heinz Jacob aus dem Jahr 1982 aufgelistet. Eventuelle Änderungen und Ergänzungen, insbesondere aus der Zeit nach der Wende, sind nicht berücksichtigt, da für Sachsen aktuell keine neueren allgemein zugänglichen Bodendenkmallisten vorliegen. Die Baudenkmale sind in der Liste der Kulturdenkmale in Nebelschütz aufgeführt.
| Denkmal-ID | Fundart          | Ortsteil    | Bezeichnung | Zeitstellung    | Lage                                                                                      | Bemerkungen                   | Bild |
| ---------- | ---------------- | ----------- | ----------- | --------------- | ----------------------------------------------------------------------------------------- | ----------------------------- | ---- |
| ?          | besonderer Stein | Nebelschütz | Steinkreuz  | Spätmittelalter | nördlicher Ortsrand, nördlich an der Straße nach Kamenz, westlich des Abzweigs nach Jesau | Schutz seit 12. Oktober 1971  |      |
| ?          | besonderer Stein | Piskowitz   | Steinkreuz  | Spätmittelalter | östlicher Ortsteil, Südostecke der Straßenkreuzung                                        | Schutz seit 15. November 1971 |      |